# 1000人のチェロ・コンサート

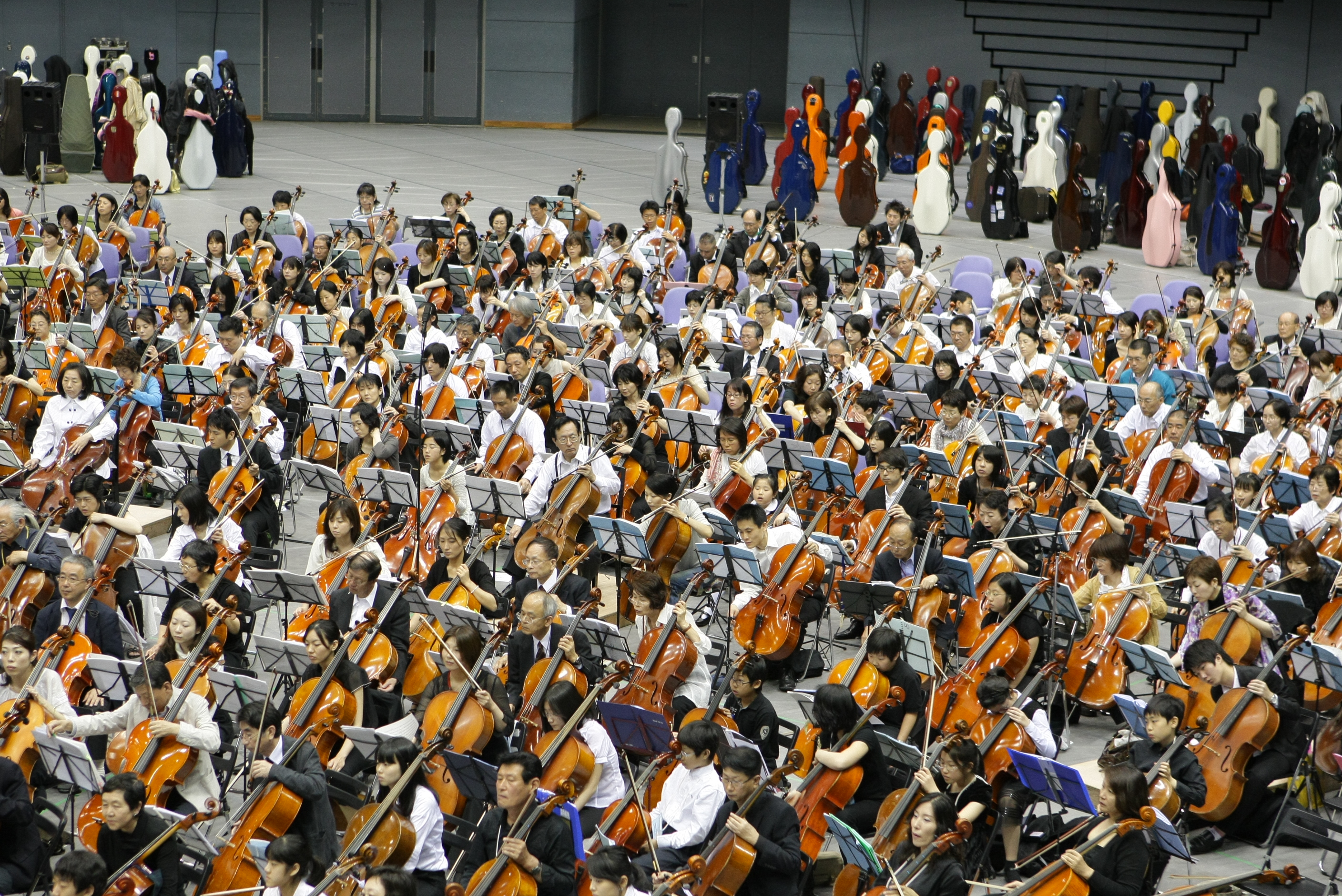
2010年に開催された第4回1000人のチェロコンサート

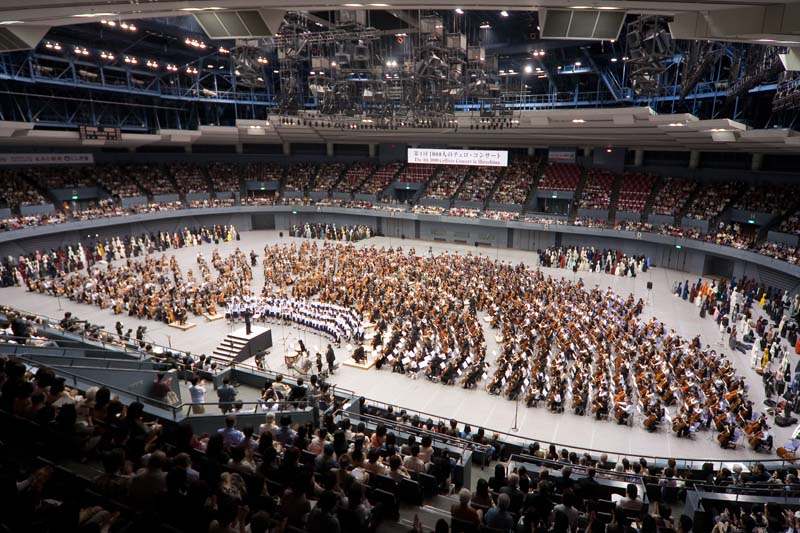

1000人のチェロ・コンサート（せんにんのチェロ・コンサート）は、NPO法人チェロアンサンブル協会が主催するチェロアンサンブルコンサート。単に1000人のチェロあるいは1000チェロと呼ばれることもある。

## 歴史

### ベルリンでのコンサート
ベルリン・フィルハーモニー管弦楽団のチェロ奏者であったルドルフ・ワインスハイマー(Rudolf Weinsheimer)
は、「ベルリンフィル12人のチェリスト」（Die 12 Cellisten der Berliner Philharmoniker） というチェロアンサンブルを1972年に創設していた。「ベルリンフィル12人のチェリスト」は文字通りプロ集団であったが、彼は1992年に自身の居住するベルリン市ツェーレンドルフ区（現在はシュテーグリッツ＝ツェーレンドルフ区）の750周年とブランデンブルク州ポツダムの1000周年の記念に、「100人くらいのチェリストでコンサートをしましょうか？」とツェーレンドルフ区長に提案した。彼はドイツ国内でアマチュアチェロ奏者を募り、最終的に予定を上回る341人のチェリストを集めた。コンサートは、1992年7月14日にポツダム新宮殿前で開催された。これが『史上初のチェリストだけの大規模なコンサート』として、ギネスブックに登録された。

### 日本での開催に向けて
「ベルリンフィル12人のチェリスト」は1996年来日し、皇居にて御前演奏を行った。また同年7月神戸でも公演した。コンサートの後、R.ヴァインスハイマーはメンバー全員を連れて、神戸在住の日本のアマチュアチェロ奏者の松本巧の串揚げ料理店（串乃家） を訪れ、「ベルリンで341人集まったのだから、東京なら1000人のコンサートが可能ではないか？」と提案をしたところ、松本は協力を約束した。松本巧の尽力 により「1000人のチェロ・コンサート」は具体化された。開催地としては東京ではなく、阪神・淡路大震災で多くの犠牲者を出した神戸市が選ばれ、名誉総裁として高円宮憲仁親王が就任した。1998年11月29日「1000人のチェロ・コンサート」は開催され、 1014人のプロとアマチュアチェロ奏者が集まった。1000人以上による同一の楽器演奏は画期的であり、その録音は多くのプロに聴かれることになる。ムスティスラフ・ロストロポーヴィチもその一人であり、それが縁で第3回の大会の指揮者として来日することになった。

## NPO国際チェロアンサンブル協会設立の経緯
1998年の「1000人のチェロ・コンサート」の後も、定期的に同窓会が開催された。また「1000人のチェロ・コンサート」の為に実施された分奏会は、「1000人のチェロ・コンサート」終了後も、各地で独自のアンサンブル活動を継続した。やがてそれはNPO国際チェロアンサンブル協会の設立へと繋がり、2000年8月23日に17名の発起人によりNPO国際チェロアンサンブル協会が設立されることになる。理事長には松本巧が就任した。第2回以降の「1000人のチェロ・コンサート」は、同団体が主催することとなった。
しかし、イベント開催時の過大な出費による負債が同団体の重荷となり、2020年10月28日にNPO国際チェロアンサンブル協会は破産処理され解散となる。以後は有志により任意団体として活動を続けているが、NPO国際チェロアンサンブル協会によるコンサートは下記の第1回から第5回までとなる。

## 公演履歴

### 第1回
1998年11月29日、神戸ワールド記念ホールで開催。阪神・淡路震災復興チャリティ、パブロ・カザルス没後25周年記念。 1,013名のチェロ奏者が参加し、3,400名 の観衆が集まった。三枝成彰作曲「チェロの為のREQUIEM」を初演。「ベルリンフィル12人のチェリスト」のうち、創設メンバーの5人が来日し、ベルリンフィルの首席チェロ奏者であるオトマール・ボルヴィツキー（Ottomar Browitzky）も参加した。ソプラノとして松村雅美が参加。指揮は籾山和明が担当。

### 第2回
2001年7月29日、神戸ワールド記念ホールで開催。分奏と公式練習は全国24箇所で実施された。715名のチェリストと2400名の観客が集まった。最年少参加者7歳、最年長参加者91歳。第1回神戸国際チェロフェスティバルを併催。プロによる公開レッスンやリサイタルも行われた。神戸市混声合唱団、関西アカデミー管弦楽団と競演。第1回に続き高円宮憲仁親王が総裁を務めた。指揮者は山下一史が、コンサートマスターは林俊昭が勤めた。

### 第3回
2005年5月22日、神戸ワールド記念ホールで開催。第2回神戸国際チェロフェスティバルを併催。全米チェロ協会、日本チェロ協会の全面的な協力を得る。1,069名のチェリストと3,006名の観客が集まった。高円宮妃久子が名誉総裁を務めた。指揮者としてムスティスラフ・ロストロポーヴィチ、大友直人を迎えた。またマエストロとしてダヴィド・ゲリンガス、R.ヴァインスハイマー、岩崎洸、堤剛、山崎伸子、堀了介、長谷川陽子、倉田澄子、林峰男、佐藤光、佐久間豊春らを招聘した。演奏会は各種リサイタルや公開レッスンなどを含め、延べ1週間に渡って開催された。

### 第4回
2010年5月16日、「～広島から世界平和の願いを込めて～」と題して広島グリーンアリーナで開催。海外11カ国の72人を含む、チェロ奏者823人、観客4500人が集まった。三枝成彰作曲「チェロの為のREQUIEMⅡ」を初演。NHK広島児童合唱団、広島ジュピター少年少女合唱団と競演で「原爆」（古屋さおり作曲）を初演。指揮者としてダヴィド・ゲリンガス、田久保裕一を招き、テノール歌手と実行委員長として原田康夫 が参加した。コンサートマスターは第2回、第3回と続けて今回も、林俊昭が勤めた。地元広島からは、マーティン・スタンツェライト、秋津智承、森純子、岩橋綾、大前知誇、末永幸子、乗本幸、八木孝穂らが参加した。R.ヴァインスハイマーも音楽監督として活躍した。最年少参加者は3歳、最年長参加者は85歳であった。全国21箇所で分奏練習、13箇所で公式練習が行われた。参加者は一人一人演奏中の写真と、TVカメラ11台を駆使した動画が収録されたDVDが配布された。それらは後ほど希望者に実費で配布された（部外者も購入できる）。

### 第5回
2015年5月24日、東日本大震災〜鎮魂と復興支援～仙台から伝えたい、1000チェロの響きに想いをのせて～として、ゼビオアリーナ仙台で開催された。第1-4回までを主に主幹した松本巧は顧問に退き、第5回からは新しい執行部で企画・運営された。2014年7月21日に東京でプレ公式練習が行われたのを皮切りに、全国各地で公式練習や分奏が行われた。パリやホンコン、ベルリンでも渡航参加者のための公式練習が行われた。演奏中には柳田邦夫が撮影した被災地の写真などが会場モニターで映し出された。また加川広重が描いた縦5m横16mの巨大絵画3枚も会場に展示された。宮城、岩手、福島の3県の高校生合唱団も加わった。藤森亮一や溝口肇も参加した。

### その他の特記すべき活動
- 2000年3月、2006年1月に、ベルリン・ミュンヘンに親善演奏会旅行を実施している。ベルリンフィルやミュンヘン・フィルハーモニー管弦楽団メンバーと100人規模の合同チェロアンサンブルコンサートをベルリン・フィルハーモニーで開催している。次回は2011年10月に予定されている。
- 2001年7月に「有珠山復興支援チャリティーコンサート」、2003年7月には「高円宮様追悼コンサート」、2006年6月から10月にかけては「中越地震復興支援チャリティー演奏会」を山古志村の長岡市山古志体育館、小千谷市の東山小学校、川口町の田麦山小学校の3箇所で実施し、長岡市にはチェリスト93人が集まった。[18][19]
- 2011年11月に東北大震災に対して有志15名によるキャラバン追悼公演（2日間で7会場）を行った。2012年7月と8月にもキャラバン追悼公演が開催された[20]。第5回の1000人チェロコンサートの前後でもキャラバンは実施され、東北地方で延べ1000人以上が被災地で演奏を行った。
- 2018年6月24日、札幌コンサートホールKitaraにて150人のチェロコンサートが開催された。「北海道150年記念150人のチェロ・コンサート」と題して、北海道みらい事業の一つとして企画された。札幌交響楽団のプロ奏者やベルギーからの来日した奏者も参加した。北海道各地から80名、北海道以外から70名が集った。1000人を超える観客が集まった。
- 2018年11月4日、兵庫県立芸術文化センターKOBELCO大ホールにて「第1回1000人のチェロ・コンサート」開催から20周年を記念して150人のチェロコンサートが予定された。指揮者は山本祐ノ介、コンサートマスターは藤森亮一が務めた。

## 練習・参加条件
全世界からチェリストが集まるため、楽譜はメールや郵便で送られる。事前の練習は、全国各地に有志で公式練習と分奏練習が行われる。このため参加メンバーの多くが集まる機会は、演奏会直前のみである。開催されるコンサートによって参加条件は異なるが、第4回の広島では、(1)レッスンを開始して3年以上経過した方、またはそれに相当する技量をもつ、(2)公式練習に4回参加する、などが条件とされた。公式練習は、本番前日に行われる音合わせ(午前・午後各1回）も公式練習としてカウントされる他、より小規模な分奏と呼ばれる練習への参加も0.5回×参加回数としてカウントされる。一例を挙げると、分奏×2回+公式練習×1+本番前日の練習(午前・午後)で参加要件を満たすことになる。2018年の「150人のチェロ・コンサートin神戸」では、公式練習に2回参加することが参加条件とされたが、これもコンサート前日の練習が公式練習としてカウントされ、実質的には、前日の練習以外に分奏2回あるいは公式練習1回の参加のみが求められることになる。

## パート分け
パートは12つに分かれて演奏するが、全部の曲が12パートに分かれているのではなく、半分程度の曲は4グループ程度の分割となっている。各グループの演奏難易度については、ヒムヌス(クレンゲル）などを参照のこと。1-2-3パートについてはト音記号の楽譜が主体となり難易度が高い。申し込み後のパート変更は出来ない。
- Hymunus (J.Klengel) - IMSLPの楽譜へのリンク

## その後の活動
NPO国際チェロアンサンブル協会が解散したのちは、有志によってコンサート活動が継続されている。
- 2021年3月8日　広島で指揮者に田久保裕一を迎え、2021広島第九＆チェロアンサンブルが広島国際会議場フェニックスホールで開催された。ベートーヴェンの交響曲第9番とチェロアンサンブルが演奏され、合唱団員120名、オーケストラ団員88名、チェリスト80名が集まった。ベートーヴェンの生誕250周年、終戦75周年が記念された。
- 2022年6月26日　笠岡で笠岡チェロアンサンブルフェスティバルが開催され、100名のチェリストが集まってコンサートを開催した。笠岡市制施行70周年記念事業および2018年7月の西日本豪雨の復興を願った[21]。コンサートマスターは木越洋、指揮者は中村康乃理が勤めた。

## 特記事項
- 第4回のコンサートは、5月15日から5月19日まで、RCC 中国放送 の18時のニュースで連日報道された。
- 1000人を超えるチェロの演奏は、ギネスブックにも登録されている。
- アマチュアチェリストでもある伊勢英子が、イラストデザインを提供しており、パンフレットの表紙や、記念Ｔシャツに図案が使用されている。
- 参加者には記念ステッカーが会場で配布される。

## 出版物・ビデオ
- 「1000人のチェロ・コンサート」；『フェリッシモ』 第1回公演を収録したVHSビデオ ISBN 4894321351
- 「ビヨンド・サ・サウンド 1000人のチェロコンサート」；『フェリッシモ出版』第2回公演を収録した写真集　全144ページ ISBN 4894322560
- 『チェリシモ』；NPO国際チェロアンサンブル協会が定期的に発行している会報誌。
- 伊勢英子 (著) 「1000の風・1000のチェロ」；1000人のチェロ・コンサートをモチーフにした、小学生向けの絵本　ISBN 9784034351208
- YOUTUBEにて、公式動画が公開されている。